# Lijst van burgemeesters van Boxtel
Dit is een lijst van burgemeesters van de Nederlandse gemeente Boxtel in de provincie Noord-Brabant.
| Ambtsperiode                    | Naam burgemeester                                                       | Partij of stroming | Bijzonderheden                                                 |
| ------------------------------- | ----------------------------------------------------------------------- | ------------------ | -------------------------------------------------------------- |
| 1810 - 1811                     | Hendrik van der Voort                                                   |                    | maire                                                          |
| 1811 - 1840                     | jhr. Abraham F. Speelman                                                |                    | eerst maire; 4e baronet, 1817 jonkheer                         |
| 1840 - 1842                     | Paulus van Beijsterveldt                                                |                    |                                                                |
| 1842 - 1864                     | C.C.J. Achterberg                                                       |                    |                                                                |
| 1864 - 1875                     | Hendrikus van de Ven                                                    |                    |                                                                |
| 1875 - 1891                     | Franciscus Gerhardus Adolphus Reinerus baron van Lamsweerde (1839-1891) |                    |                                                                |
| 1891 - 1895                     | jhr. Alphonse van Rijckevorsel van Kessel                               |                    |                                                                |
| 1895 - 1896                     | Franciscus Stael                                                        |                    |                                                                |
| 1897 - 1906                     | Adolphus baron van Hugenpoth tot Aerdt                                  |                    |                                                                |
| 1906 - 1919                     | A.J. Gijsen                                                             |                    |                                                                |
| 13 oktober 1919 - 1941          | Franciscus (F.W.) van Beek                                              |                    |                                                                |
| 1941 - 1944                     | René (R.D.B.M.G.) Thomaes                                               | NSB                |                                                                |
| 1944 - 1945                     | mr. W.C.A. Francissen                                                   |                    | waarnemend, vanaf 1945 tevens waarnemend burgemeester van Esch |
| 16 december 1945 - 1 april 1971 | Martien (M.A.M.) van Helvoort                                           | KVP                |                                                                |
| 1971 - 1989                     | Paul (P.) Pesch                                                         | KVP/CDA            |                                                                |
| 1989 - 1992                     | Ton (A.G.J.M.) Rombouts                                                 | CDA                |                                                                |
| 1993 - 2006                     | Jan (J.A.M.) van Homelen                                                | CDA                |                                                                |
| 2006 - 16 augustus 2012         | Frank (F.H.J.M.) van Beers                                              | CDA                |                                                                |
| 2012 - 31 mei 2013              | Hans (J.) van Brummen                                                   | PvdA               | waarnemend                                                     |
| 1 juni 2013 - 2018              | Mark Buijs                                                              | VVD                | [ 2 ]                                                          |
| 2018 - 2019                     | Fons Naterop                                                            | CDA                | waarnemend                                                     |
| 2019 - heden                    | Ronald van Meygaarden                                                   | partijloos         |                                                                |